# Плетений Ташлик

План Плетено-Ташлицького училища (1892)

Пле́тений Ташли́к — село в Україні, у Злинській сільській громаді Новоукраїнського району Кіровоградської області. Населення становить 1279 осіб. Колишній центр Плетеноташлицької сільської ради.

## Історія
У 1754—59 й 1761—64 роках село входило до складу Новослобідського козацького полку.
Станом на 1886 рік у селі, центрі Плетено-Ташлицької волості Єлизаветградського повіту Херсонської губернії, мешкало 3317 осіб, налічувалось 758 дворових господарств, існували православна церква, єврейський молитовний будинок, школа, 17 лавок та 4 постоялих двори, відбувались базари щопонеділка. За 4 версти знаходились паровий млин, залізнична станція, цегельний завод, постоялий двір.
У квітні 1918 р. підрозділ Вільного козацтва в містечку на деякий час проголосив себе червоним козацтвом, отримав зброю від більшовиків, і через два тижні цією ж зброєю було винищено більшовиків у всьому повіті й відновлено українську владу.

## Населення
Згідно з переписом УРСР 1989 року чисельність наявного населення села становила 2077 осіб, з яких 875 чоловіків та 1202 жінки.
За переписом населення України 2001 року в селі мешкали 1603 особи.

### Мова
Розподіл населення за рідною мовою за даними перепису 2001 року:
| Мова       | Відсоток |
| ---------- | -------- |
| українська | 94,32 %  |
| молдовська | 2,81 %   |
| російська  | 1,75 %   |
| білоруська | 0,62 %   |
| вірменська | 0,25 %   |
| угорська   | 0,06 %   |

## Постаті
- Савлук Павло Валентинович (1991—2017) — матрос Військово-морських сил ЗС України, учасник російсько-української війни.